# ماري كريمر
ماري كريمر هي ممثلة بلجيكية، ولدت في 15 أبريل 1982 في بلجيكا.

## أعمال

### أفلام
- (2005) مخفي[4]
- (2011) لويز فيمر

## وصلات خارجية
- ماري كريمر على موقع IMDb (الإنجليزية)
- ماري كريمر على موقع ألو سيني (الفرنسية)
- ماري كريمر على موقع أول موفي (الإنجليزية)
- ماري كريمر على موقع قاعدة بيانات الأفلام السويدية (السويدية)
- ماري كريمر على موقع قاعدة بيانات الفيلم (الإنجليزية)
- ماري كريمر على موقع كينوبويسك (الروسية)